# Astérion d'Ostie
Saint Astérion d'Ostie ou Astérius d'Ostie est un prêtre martyr du IIIe siècle. Reconnu saint par l'Église catholique, il est fêté le 19 octobre. 

## Hagiographie

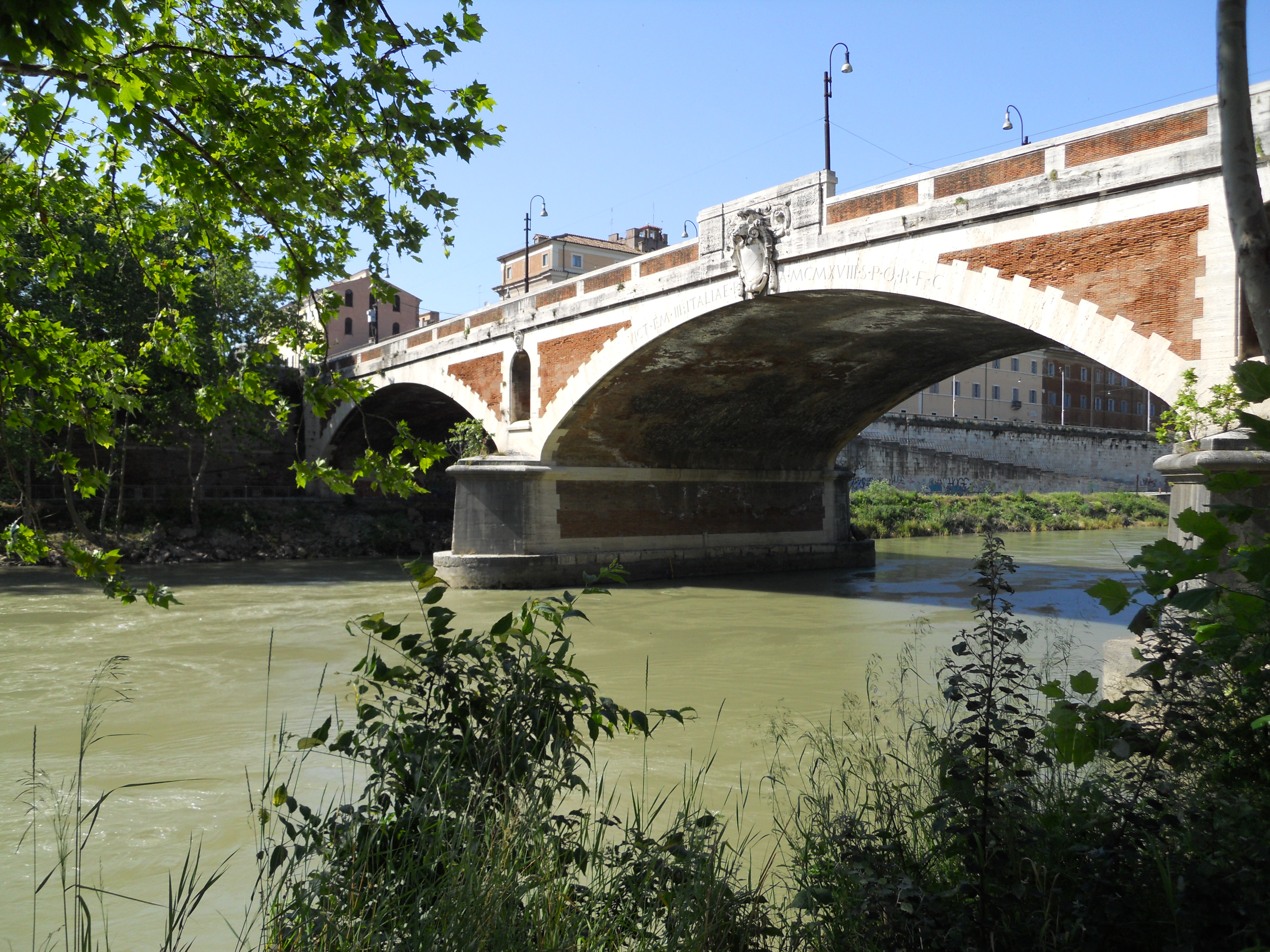
Le nouveau pont Sublicius sur le Tibre à Rome.

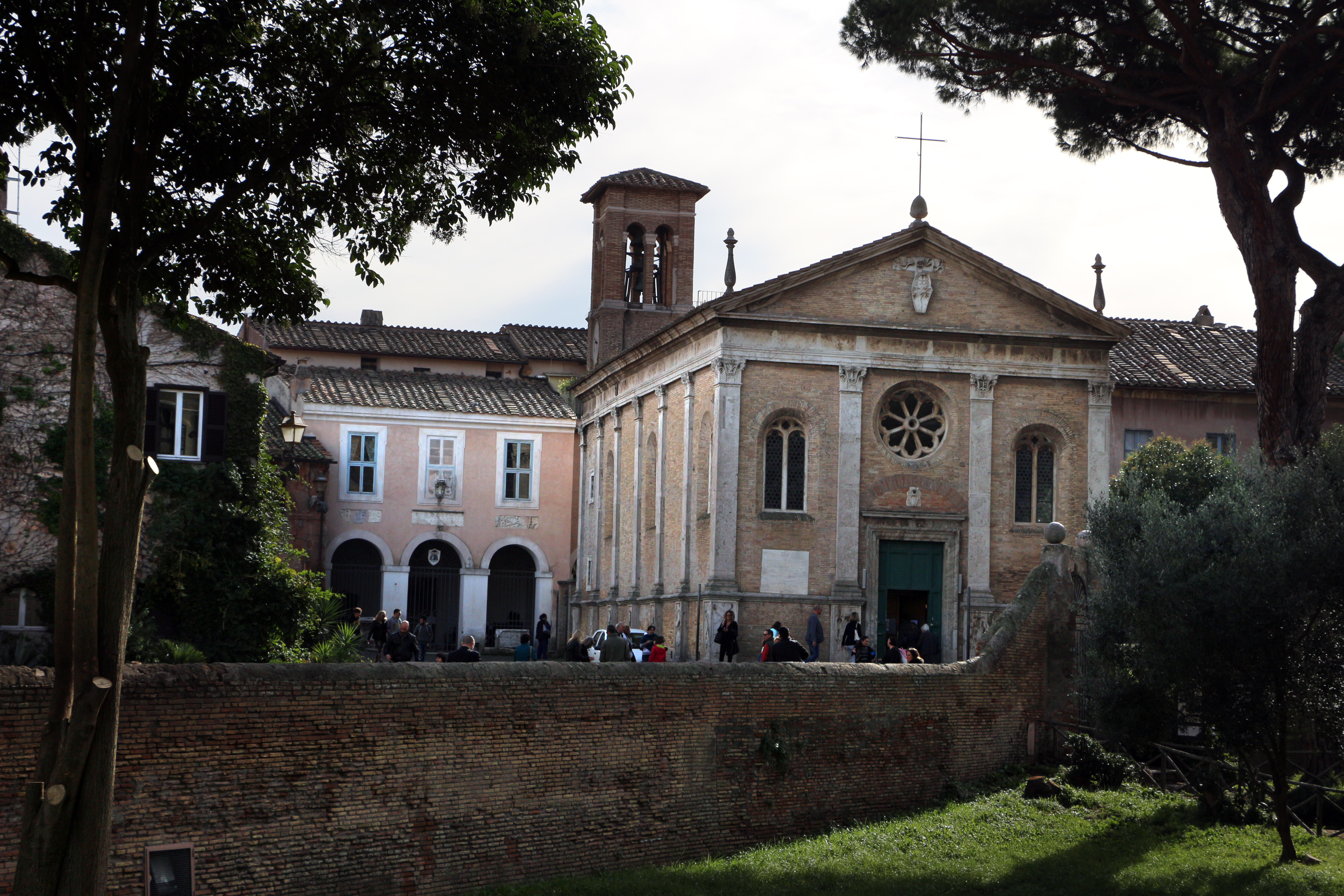
La basilique Sainte-Aurée d'ostie où sont conservées les reliques de saint Astérion.

Les informations sur ce saint sont basées sur les Actes apocryphes de saint Callixte. Selon la tradition, il était un prêtre de Rome qui a récupéré le corps du pape Callixte Ier après avoir été jeté dans un puits vers l'an 222. Astérion a enterré le corps de Callixte la nuit dans la catacombe de Calépode (it) sur la Via Aurelia, mais a été arrêté pour cette action par le préfet Alexandre, puis tué en étant jeté du pont Sublicius dans le Tibre.
Selon la tradition, son corps s'est échoué à Ostie, où il a été enterré,.

## Vénération
Astérion était vénéré au moins au IVe ou Ve siècle. Un saint du même nom, ainsi que celui de sa fille, ont été traduits par le pape Serge II entre 844 et 847, et reposent dans l'église de San Martino ai Monti sur l'Esquilin, selon Anastase le Bibliothécaire.
Cependant, les Bollandistes pensent que c'est le corps d'un autre Astérion. 